# 蔡賢
蔡賢（15世紀—16世紀），字秀夫，河南彰德府湯陰縣人，明朝政治人物。

## 生平
蔡賢是弘治十七年（1504年）河南鄉試舉人，正德九年（1523年）成進士，獲授行人司司副，嘉靖四年（1525年）自南京兵部武選郎中陞任山西右參議，調官山東總部稅粮右參議，卻於十二年（1532年）因為以减折蠟價遭戶科給事中戴嘉猷彈劾，降二級為薊州知州。在薊州時他為政廉慎，勤於其職，未介意遭降調，曾以舊例開支餘耗銀有二千餘兩，上請積三年後免徵一年夏稅；之後遷官陝西榆林兵備道僉事，重申法律震懾放肆的將士，安定軍心，並督兵出奇而勝，陞任參政，未就任就已去世。

## 引用
1. 1 2  乾隆《湯陰縣志·卷七·人物》：蔡賢，字秀夫，安貧篤志，博習羣書，舉正德甲戌進士。初任行人司副，歷南京兵部郎中、山東參議，居官不通餽遺，坐部儲徵解愆期謫守薊州，廉慎精儉勤于其職，未嘗以左遷介意；舊例解支餘耗暨籽粒銀歲計二千餘兩，悉以潤貪人橐，乃議積三年免徵一年夏稅，其廉而恤民如此。遷陝西僉憲備兵榆林，時弁帥貪而虐，軍士將為變，特重申法，諸弁懼自斂弗敢縱，軍心以安，已乃督兵出奇克捷而還，陞參政未任卒。
2. ↑  乾隆《湯陰縣志·卷八·選舉》：科 明……（弘治）甲子（舉人） 蔡賢，正德甲戌進士，仕至左參議，見人物
3. ↑  《明世宗肅皇帝實錄·卷五十五》：（嘉靖四年九月辛巳）陞南京兵部武選事郎中蔡賢為山西布政司右參議。
4. ↑  《明世宗肅皇帝實錄·卷一百五十二》：（嘉靖十二年七月）辛亥山東總部稅粮右參議蔡賢以减折蠟價為戶科給事中戴嘉猷所劾，詔降二級別用。